# Гамбус, Франсеск
Франсеск де Паула Гамбус (исп. Francesc de Paula Gambús; 21 мая 1974 года, Барселона, Испания — 23 ноября 2019 года, Брюссель, Бельгия) — испанский государственный деятель, депутат Европейского парламента (2014—2019).

## Биография
Франсеск учился в университете Барселоны по направлению политология и управление. В 1995 году Гамбус вступил в молодёжное движение партии Демократический союз Каталонии. С 1998 по 2004 год он был советником Консепсьо Феррера, который был депутатом Европейского парламента. С 2005 по 2007 год был членом консультативной группы «Конвергенция и Союз» в Конгрессе депутатов. В 2010—2011 годах работал в муниципалитете Бадалона советником по торговле.
Он был представителем Демократического союза Каталонии в комиссии по разработке предвыборной программы 2010 года в автономных округах, затем назначен руководителем аппарата вице-президента каталонского правительства Джоана Ортега, а позже генеральным директором по международным отношениям. С 2012 года он входил в руководящий комитет Демократического союза Каталонии.
В 2014 году стал кандидатом в Европейский парламент от партии Демократический союз Каталонии. С 1 июля 2014 года по 26 мая 2019 года был депутатом Европейского парламента.
23 ноября 2019 года умер в гостиничном номере в Брюсселе (Бельгия).

## Примечание
1. 1 2  https://www.elmon.cat/politica/mor-exeurodiputat-francesc-gambus-45-anys_2101992102.html
2. ↑  Álvaro Sánchez. Mor als 45 anys l’exeurodiputat d’Unió Francesc Gambús (кат.). EL PAÍS (23 ноября 2019). Дата обращения: 7 февраля 2020. Архивировано 20 декабря 2019 года.
3. 1 2  Europa Press. UDC proclama a Francesc Gambús candidato de UDC a las europeas. www.europapress.es (22 февраля 2014). Дата обращения: 7 февраля 2020. Архивировано 5 марта 2016 года.
4. ↑  Francesc Gambús: Fallece el político catalán en Bruselas. www.lavanguardia.com. Дата обращения: 7 февраля 2020. Архивировано 28 ноября 2019 года.